# Fraillicourt
Fraillicourt é uma comuna francesa na região administrativa de Grande Leste, no departamento Ardenas. Estende-se por uma área de 14,13 km². Em 2010 a comuna tinha 192 habitantes (densidade: 13,6 hab./km²).